# 胡明佐
胡明佐（1564年—1636年），字良甫，號拱柱，人称“古直先生”，福建泉州府同安縣人，明朝政治人物。

## 生平
萬曆十年（1582年）壬午科福建鄉試舉人，萬曆二十年（1592年）登壬辰科進士第三甲第九十三名。禮部觀政，八月初授江西南城县知县，抵御洪水，赈济灾民，建太平桥。二十六年考察調簡，調補湖廣宜城縣，三十二年升南京户部主事，三十五年差管杭州北新关，万历三十六年（1608年）担任广东惠州府知府，三十九年京察，四十一年降长芦运判，四十三年升南京工部主事，管浙江南关工部分司，四十五年升员外郎，四十六年升郎中，四十八年升江西建昌府知府，天啓二年（1622年）十二月升山東盐运使，四年加升山東右參政，五年考察去職，卒年七十三。

## 家族
曾祖父胡廷賓，壽官；祖父胡邦獻；父親胡旦，字子熙，号见塘，以子明佐贵，赠南京户部主事。